# Tryggve Gran
Jens Tryggve Herman Gran (Bergen, 20 gennaio 1888 – Grimstad, 8 gennaio 1980) è stato un aviatore, esploratore e scrittore norvegese.

## Biografia

### Gli studi
Nato a Bergen da un'influente famiglia di costruttori navali, rimane orfano del padre all'età di cinque anni. Nel 1900 va a studiare in Svizzera dove apprende il tedesco ed il francese. Tre anni dopo conosce l'imperatore tedesco Guglielmo II a casa di amici. L'incontro ha un forte impatto sul quattordicenne Gran che decide di diventare ufficiale di marina.

### La spedizione Terra Nova

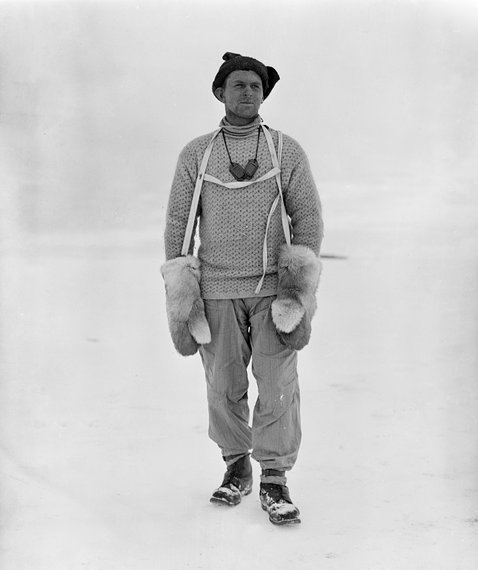
Jens Tryggve Herman Gran durante la spedizione di Terra Nova

Come cadetto inizia ad interessarsi alle scienze ed all'esplorazione geografica; nel 1910 su raccomandazione di Fridtjof Nansen viene scelto da Robert Falcon Scott per prender parte alla spedizione Terra Nova in Antartide come istruttore di sci. Durante la spedizione Gran partecipa alla ricerca del disperso gruppo del Polo sud, ritrovata la tenda con i cadaveri di Scott, Wilson e Bowers aiuta ad erigere un cumulo di neve come tomba. I suoi sci vengono utilizzati per formare una croce e Gran fa ritorno a capo Evans con gli sci di Scott.
Nel dicembre 1912 con Raymond Priestley e Frederick Hooper scala il monte Erebus. L'avventura poteva finire in tragedia a causa di un'inattesa eruzione che fece cadere diversi blocchi di lava intorno al gruppo. Per i suoi servizi in Antartide, Gran ha ricevuto la medaglia polare da re Giorgio V.

### L'aviazione
Poco dopo esser tornato dall'Antartide Gran incontra l'aviatore irlandese Robert Lorrain che gli trasmette la passione per il volo. Si iscrive alla scuola di volo di Louis Blériot a Parigi e, il 30 luglio 1914, diventa il primo pilota ad attraversare il mare del Nord a bordo di un monoplano Blériot XI-2 Ca Flotte da Cruden Bay in Scozia a Jæren in Norvegia in 4 ore e 10 minuti.

### Prima guerra mondiale
Quando inizia la prima guerra mondiale, Gran, tenente dell'aviazione norvegese, si arruola volontario nella Royal Air Force. La domanda all'inizio viene respinta a causa della neutralità norvegese, ma Gran non si dà per vinto e, stavolta come "capitano Teddy Grant", canadese, viene ammesso nella RAF ed impiegato a Londra nel fronte occidentale e ad Arcangelo. Per il suo operato Gran viene insignito della Military Cross e promosso maggiore.
Gran rivendicò di aver abbattuto l'asso tedesco Hermann Göring tra l'8 ed il 9 settembre 1917. Tale abbattimento non può però essere verificato perché è stato riconosciuto da Gran soltanto a conflitto finito, esaminando il proprio registro di volo con quello di Göring.
Dopo la guerra Gran tiene diverse lezioni sull'aviazione, prende parte ad alcune esplorazioni in aree polari e scrive diversi libri. Nel 1919 è il primo uomo a volare da Londra a Stoccolma e nel 1928 dirige le operazioni di ricerca del disperso Roald Amundsen.

### Seconda guerra mondiale
Durante la seconda guerra mondiale Gran si iscrive al Nasjonal Samling di Vidkun Quisling. Il partito usa la fama di eroe di Gran per la sua propaganda e, nel 1944, emette un francobollo commemorativo del 30-esimo anniversario del suo attraversamento del mare di Nord. Anche se il suo ruolo nella Norvegia occupata è dibattuto, dopo il conflitto Gran è condannato a 18 mesi di prigione per tradimento. Tryggve Gran muore nella sua casa a Grimstad, Norvegia l'8 gennaio 1980.

### Calcio
Gran fu anche un calciatore infatti giocò nella squadra del suo paese, il Mercantile FK. Scese in campo anche nella prima partita giocata dalla nazionale di calcio della Norvegia, il 12 luglio 1908 a Göteborg, in Svezia. La partita termino sul risultato di 11-3 per i padroni di casa.

## Opere
- (NO)  Hvor sydlyset flammer – (1915)
- (NO)  Under britisk flagg: krigen 1914-18 – (1919)
- (NO)  Triumviratet – (1921)
- (NO)  En helt: Kaptein Scotts siste færd – (1924)
- (NO)  Mellom himmel og jord – (1927)
- (NO)  Heia - La Villa – (1932)
- (NO)  Stormen på Mont Blanc – (1933)
- (NO)  La Villa i kamp – (1934)
- (NO)  Slik var det: Fra kryp til flyger – (1945)
- (NO)  Slik var det: Gjennom livets passat – (1952)
- (NO)  Kampen om Sydpolen – (1961)
- (NO)  Første fly over Nordsjøen: Et femtiårsminne – (1964)
- (NO)  Fra tjuagutt til sydpolfarer – (1974)
- (NO)  Mitt liv mellom himmel og jord – (1979)